# Antje Sedemund-Treiber
Antje Sedemund-Treiber (* 18. März 1936 in Kiel; geborene Treiber) ist eine deutsche Juristin. Von 1992 bis 2001 war sie Präsidentin des Bundespatentgerichtes.

## Beruflicher Werdegang
Nach dem Abitur 1954 studierte sie Rechtswissenschaften an den Universitäten Hamburg und München. Die beiden juristischen Staatsprüfungen legte sie in Hamburg ab. Sie war zunächst Richterin am Verwaltungsgericht Hamburg, dann im Justizprüfungsamt. 1968 wechselte sie in das Bundesjustizministerium. Dort war sie für die Vorbereitung von Gesetzen zuständig, unter anderem für den verfahrensrechtlichen Teil des Eherechtsreformgesetzes. Sedemund-Treiber war die erste Frau an der Spitze des Organisationsreferats im Bundesjustizministerium und übernahm später das Personalreferat und danach die Unterabteilung B in der Abteilung für Justizverwaltung.
Bei ihrer Ernennung zur Präsidentin des Bundespatentgerichtes zum 1. Juni 1992 war sie Ministerialdirigentin. Ihre Präsidentschaft dauerte bis 31. März 2001.

## Ämter und Mitgliedschaften
Von 1987 bis 1989 war sie Vizepräsidentin und von 1989 bis 1992 Präsidentin des Deutschen Juristinnenbundes. Der Verband ernannte sie zu seiner Ehrenpräsidentin.

## Auszeichnungen
- Großer Verdienstorden der Bundesrepublik Deutschland[1]

## Publikationen (Auswahl)
- Mitarbeit an: Dieter Henrich (Hrsg.): Eherecht. Trennung, Scheidung, Folgen. Kommentar. Beck Verlag, München 2003, 4. Auflage
- Das Bundespatentgericht in den Jahren 1992 bis 2001. In: Achim Bender, Klaus Schülke, Volker Winterfeldt: 50 Jahre Bundespatentgericht. Festschrift zum 50-jährigen Bestehen des Bundespatentgerichts am 1. Juli 2011. Carl Heymanns Verlag, Köln 2011, S. 63–72